# 4506 Hendrie
A 4506 Hendrie (ideiglenes jelöléssel 1990 FJ) a Naprendszer kisbolygóövében található aszteroida. Brian G. W. Manning fedezte fel 1990. március 24-én.